# Hamm-Rhynern

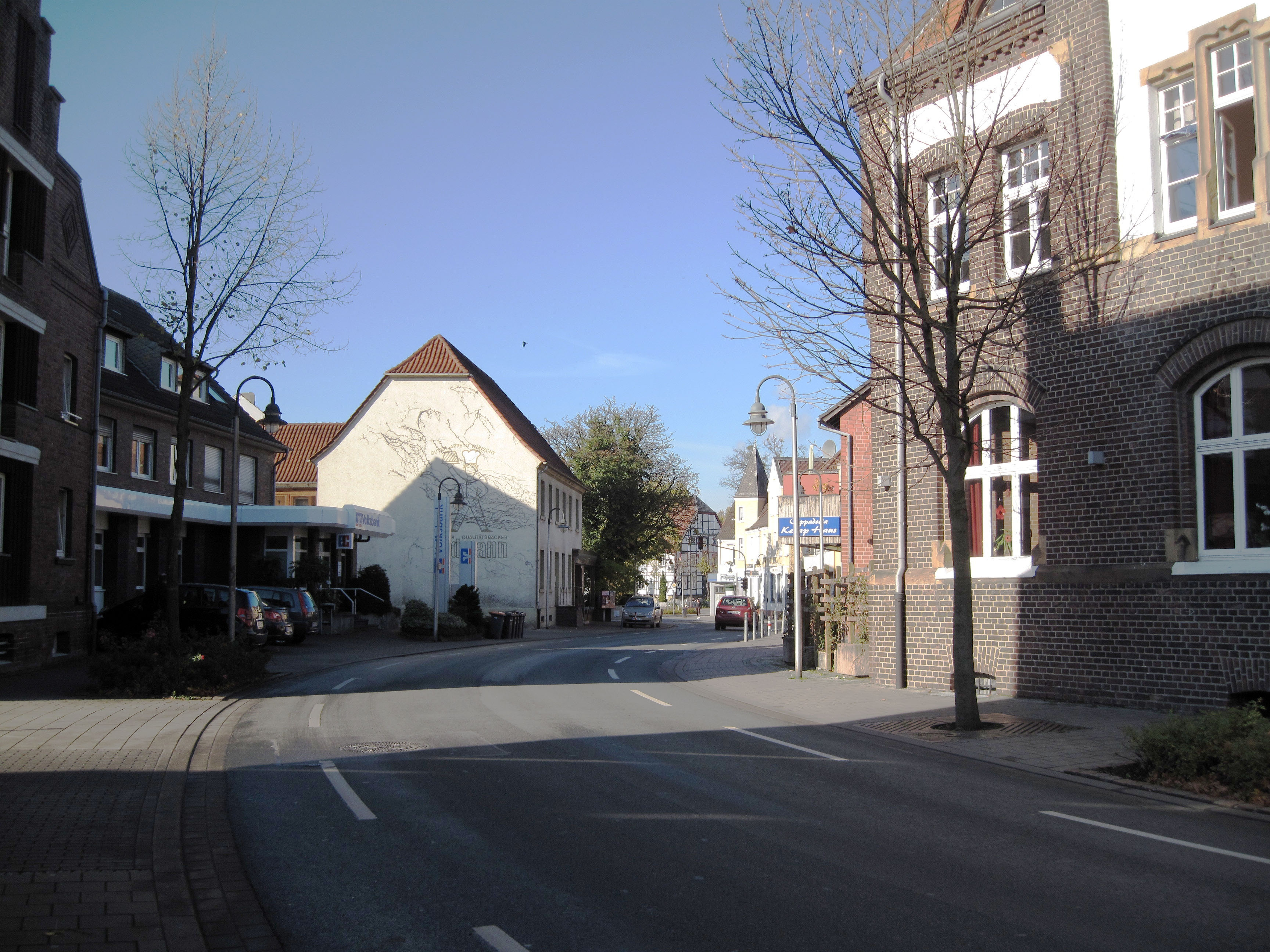
Ortsdurchfahrt in Höhe der kath. Kirche

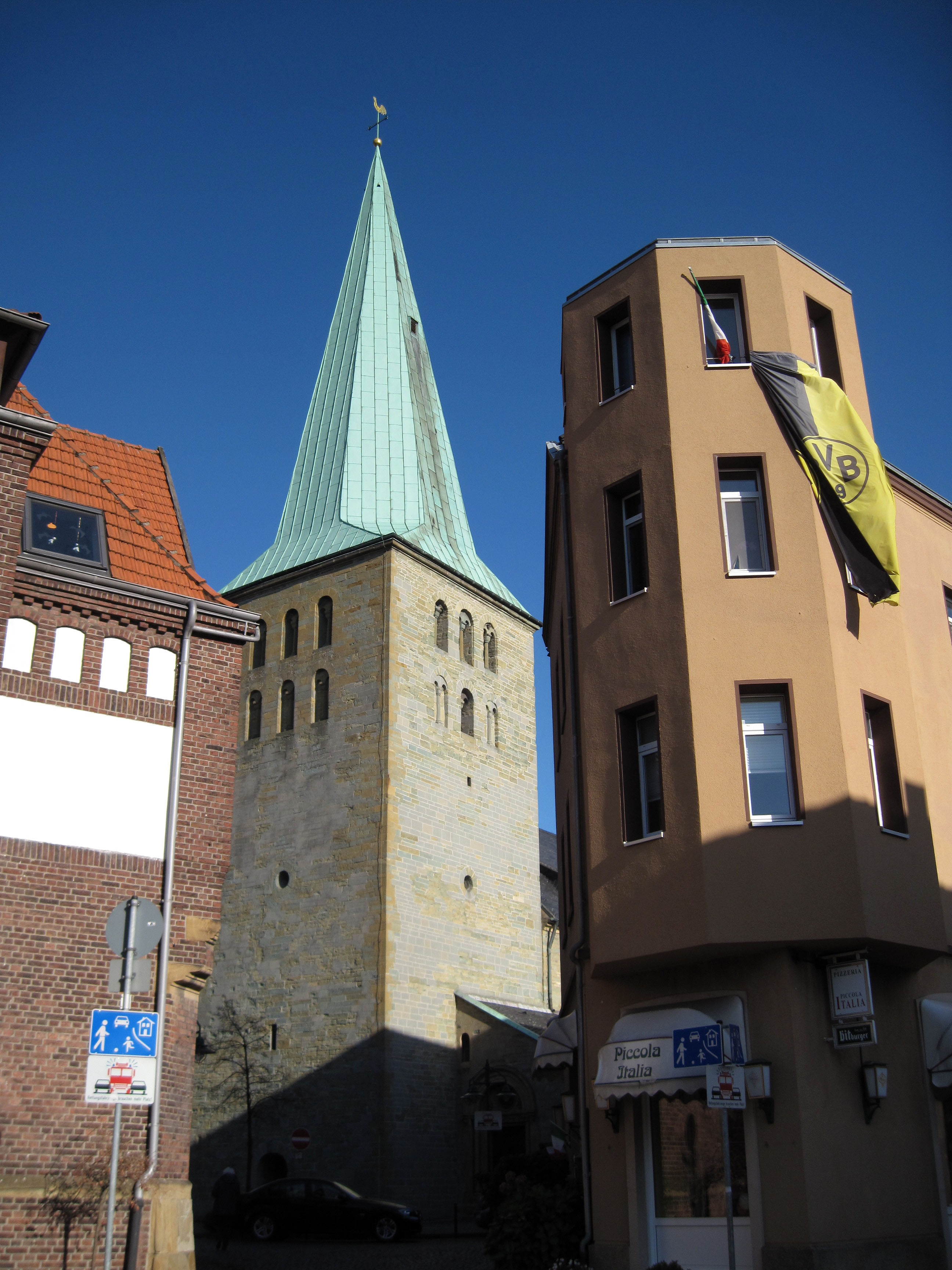
Blick auf den Turm von St. Regina

Hamm-Rhynern [ˈriːnɐn] ist mit 59,22 km² der nach Fläche größte Stadtbezirk der Stadt Hamm in Westfalen. Er hat 18.597 Einwohner und somit eine Einwohnerdichte von 314 Einwohnern je km². Der Ort ist überwiegend ländlich-agrarisch geprägt.

## Geographie

### Lage
Rhynern liegt im Herzen Westfalens auf der Südseite der Lippe. Seine Koordinaten bezogen auf die alte Dorfkirche lauten 51° 37′ 47,8″ N, 7° 51′ 29,2″ O, er ist eingemessen mit 92,96 m ü. NN. Begrenzt wird dieser südöstliche Stadtbezirk von Hamm im Osten von der Gemeinde Welver, im Süden von der Stadt Werl, beide Kreis Soest. Im Westen schließen sich die Stadt Unna und die Gemeinde Bönen, beide Kreis Unna, und der Stadtbezirk Pelkum an. Nach Norden wird Rhynern durch die Stadtbezirke Mitte und Uentrop begrenzt.

### Ortsteile
Die nachfolgend genannten Stadt- und Ortsteile gehören zum Stadtbezirk Rhynern:
- Rhynern
- Berge
- Westtünnen
- Caldenhof
- Osttünnen
- Süddinker
- Allen
- Unter-Allen
- Zengerott
- Wambeln
- Wambeln-Bruch
- Opsen
- Freiske
- Drechen
- Osterflierich
- Pedinghausen
- Kump

## Geschichte
Die älteste urkundliche Erwähnung Rhynerns als Rhineri findet sich in einer etwa auf das Jahr 1000 zu datierenden Handschrift, die sich im Staatsarchiv Münster befindet. Im Jahr 1302 gelangte das Officium Rinhere als Pfand aus dem Besitz der Bischöfe von Münster in den Besitz der Grafen von der Mark und wurde nicht mehr ausgelöst. Während der französischen Besatzung im 19. Jahrhundert entstand 1808 das Amt Rhynern als Mairie. Nach Wiederherstellung des preußischen Westfalen als Provinz Westfalen blieb es bestehen.
Bereits am 1. April 1939 wurde das Dorf Mark aus dem Amt ausgegliedert und größtenteils nach Hamm eingemeindet. Am 1. Januar 1968 wurde aus dem Amt Rhynern die Großgemeinde Rhynern. Diese blieb jedoch nur bis zum 31. Dezember 1974 bestehen, ab dem Folgetag wurde sie aufgeteilt: 6187 Einwohner, die auf 44,79 km2 wohnten, wechselten nach Hamm. Der Ortsteil Hilbeck (9,96 km2 mit 856 Einwohnern) wurde nach Werl umgegliedert.

## Politik

### Wappen
Nach Gründung der Großgemeinde Rhynern wurde dieser 1969 ein Wappen verliehen. Dieses zeigt in Anlehnung an das Wappen der Grafen von der Mark (Landesherren seit 1302) und der Grafschaft Mark auf goldenem Feld den hier nur zweireihigen Schachbrettbalken in rot und silber, darüber die drei roten Kreise des lokalen Adelsgeschlechts derer von Pentling-Hilbeck sowie im unteren Drittel den roten Balken des Fürstbistums von Münster, zu dem das Gebiet vor 1302 gehörte. Neben Hamm-Mitte, welches das Wappen von Hamm führt, ist Rhynern der einzige Stadtbezirk, dessen Wappen zumindest in Teilen dem Stadtwappen von Hamm entspricht.

## Öffentliche Einrichtungen
Im Stadtbezirk befinden sich
- das Berufsförderungswerk (Reha-Zentrum)
- das Freibad Süd
- eine Bezirksbücherei der Stadtbüchereien Hamm
- eine Polizeiwache
- ein Jugendzentrum
- drei Grundschulen, und eine Realschule
- der Tennisclub Blau-Weiß Rhynern mit acht Plätzen
- ein Sportplatz Papenloh mit 400-Meter-Laufbahn (SV Westfalia Rhynern e. V.)
- den Westfalia-Sportpark des SV Westfalia Rhynern e. V.
- ein Trainingszentrum (Naturrasensportplatz) (Kunststoffrasensportplatz – Marke Liga-Turf) des SV Westfalia Rhynern e. V.
- eine Dreifachsporthalle (Konrad-Adenauer-Sporthalle) des SV Westfalia Rhynern e. V.
- eine Sporthalle an der ehemaligen Hauptschule des SV Westfalia Rhynern e. V.
- die Evangelische Kirche Rhynern
- Katholische Kirche St. Regina

## Persönlichkeiten
- Gerhard Enters (1823–1885), Amtmann in Rhynern und Gründer der Sparkasse Rhynern

## Verkehr

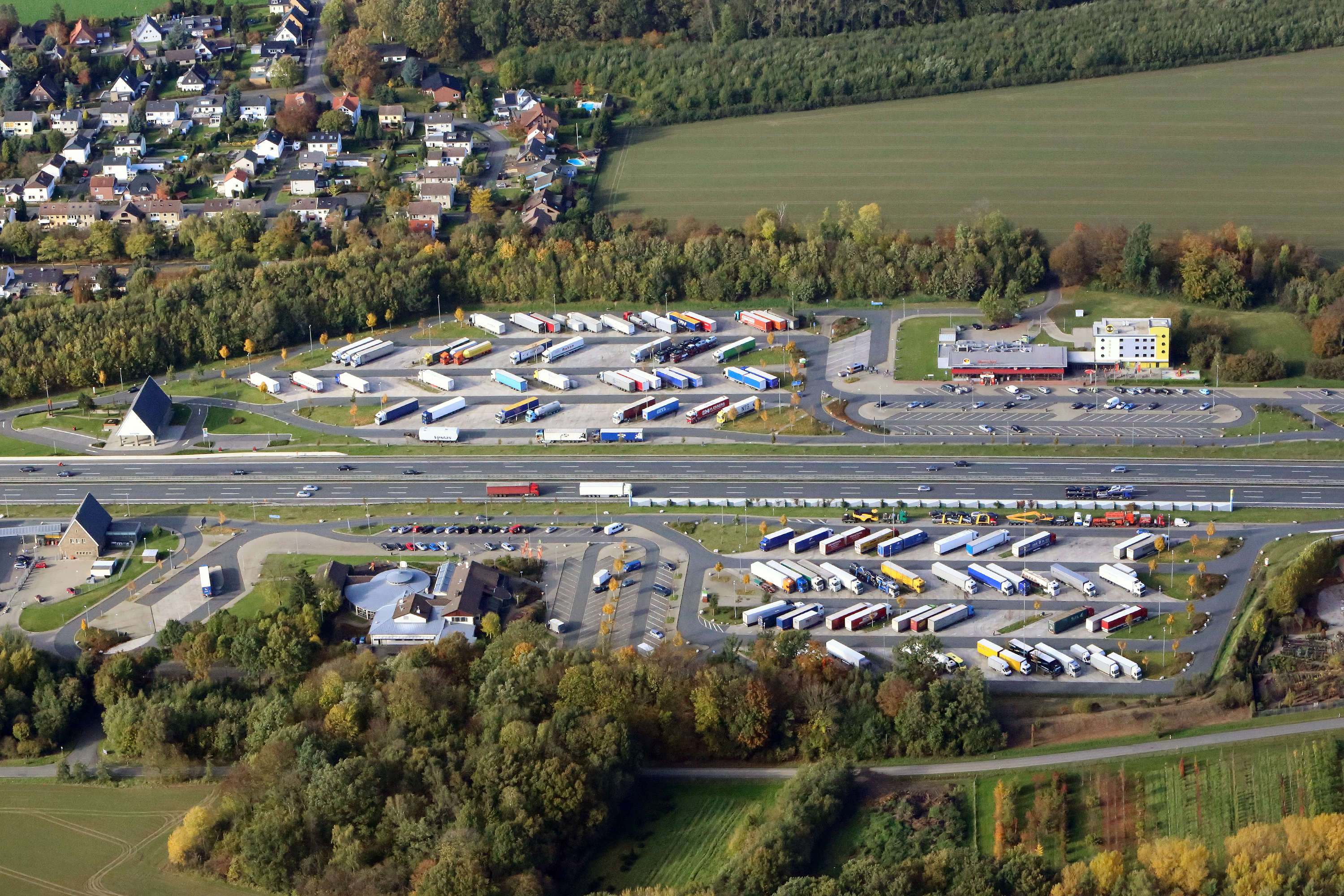
Der Rasthof Rhynern an der A 2

Durch Rhynern verlaufen die A 2 mit der Anschlussstelle Hamm und die B 63. An das deutsche Bahnnetz besteht Anschluss über den Hauptbahnhof Hamm und die Haltestelle Welver an der Bahnstrecke Hamm–Warburg. Hier wurde bis 1981 der Bahnhof Rhynern bedient. Mit dem deutschen Wasserstraßennetz ist Rhynern mittelbar über den Kanalendhafen Uentrop sowie den Stadthafen Hamm verbunden. Im Nahverkehr ist der Stadtbezirk an das Busnetz der Stadt Hamm angeschlossen.

## Wirtschaft
Im Stadtbezirk befindet sich ein Gewerbe- und Industriegebiet. Als größere Ansiedlungen zu nennen sind die Firmen EDEKA, Netto und Hellweg Baumärkte, die hier Logistikzentren unterhalten. Vertreten sind auch erfolgreiche Mittelständler wie zum Beispiel die Munk GmbH, ein Hersteller von Spannungsversorgungssystemen zur Oberflächenbeschichtung und die Firma FINK TEC, die Reinigungs- und Desinfektionsmittel herstellt. Ein Stahlhandelscenter ist auch ansässig.

## Ansichten

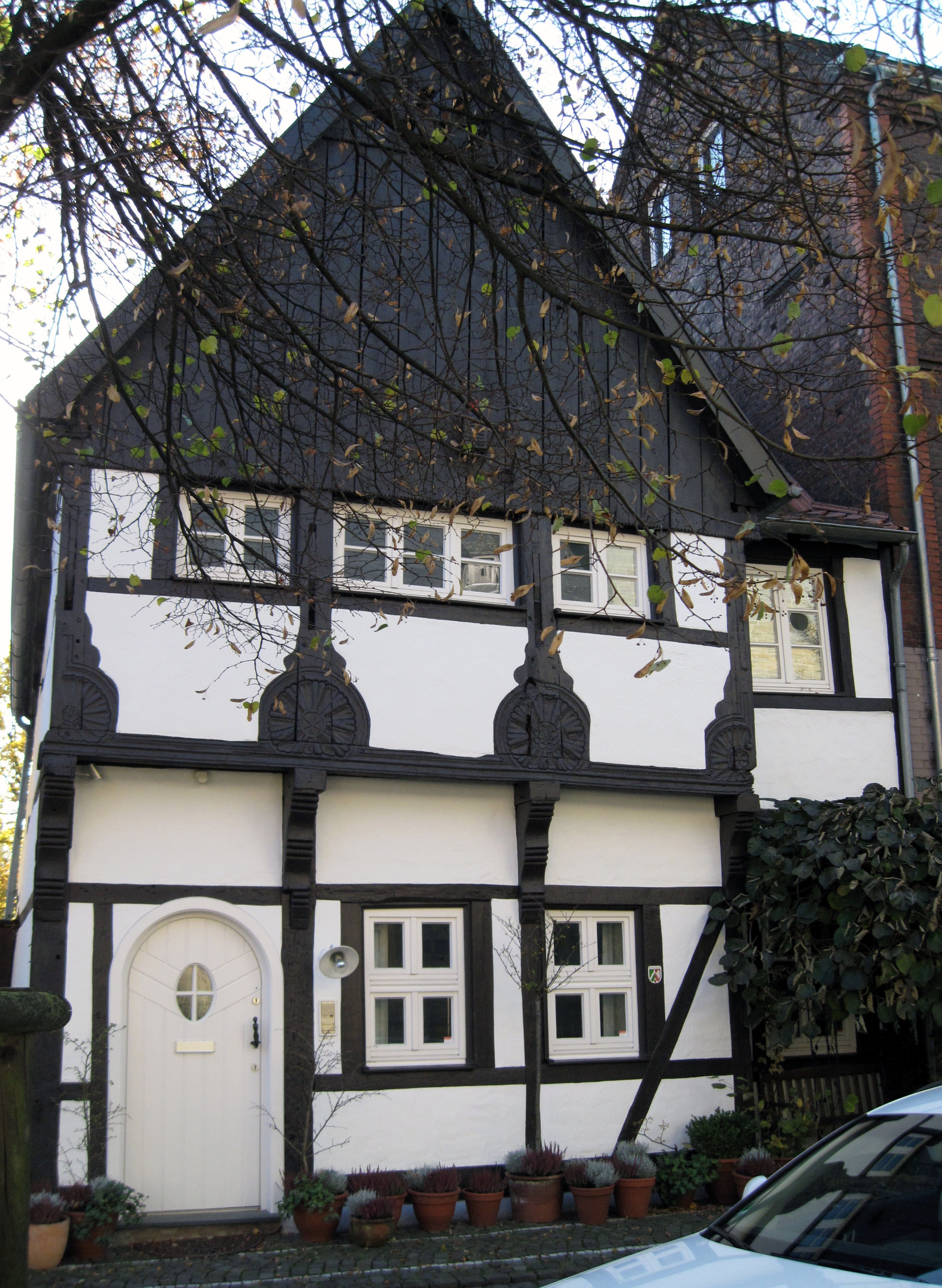
Denkmalgeschütztes Gebäude bei St. Regina
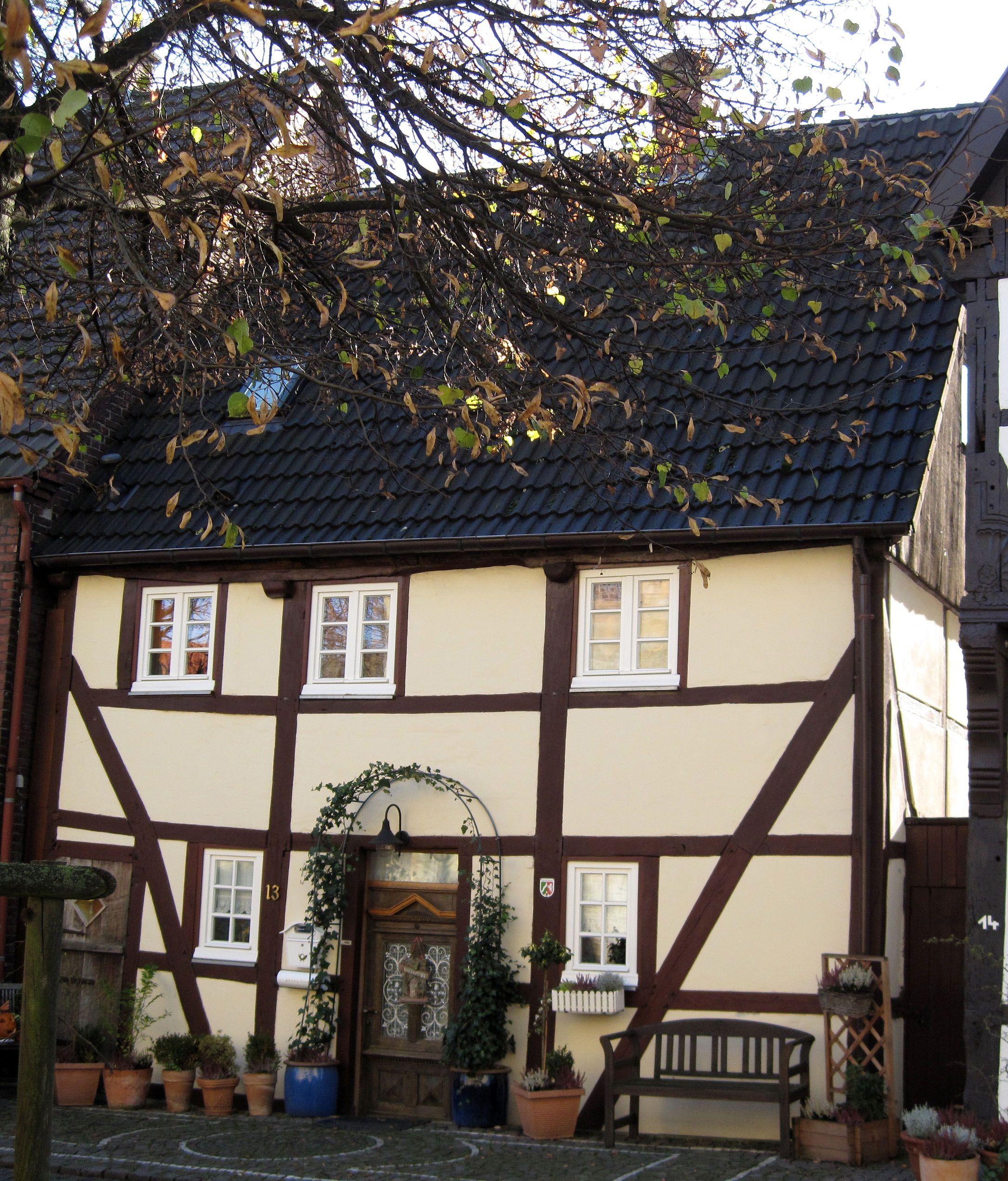
Denkmalgeschütztes Fachwerkhaus bei St. Regina